# Michele Mara
Michele Mara (Busto Arsizio, 2 d'octubre de 1903 - 18 de novembre de 1986) va ser un ciclista italià que fou professional entre 1928 i 1937. Era germà del també ciclista Enrico Mara.
Durant la seva carrera esportiva destaquen les victòries a la Volta a Llombardia i Milà-Sanremo de 1930, així com set etapes al Giro d'Itàlia, cinc d'elles el 1930. El 1928 guanyà la medalla de plata en la prova en ruta del Campionat del món amateur.

## Palmarès
- 1927
  - 1r a la Copa Ciutat de Busto Arsizio
  - 1r a la Copa Caldirola
  - 1r a la Coppa San Geo
- 1928
  - 1r a la Copa Ciutat de Busto Arsizio
  - 1r a la Copa del Re
- 1929
  - 1r a la Copa Crespi
  - 1r a l'Astico-Brenta
- 1930
  - 1r de la Volta a Llombardia
  - 1r de la Milà-Sanremo
  - 1r de la Roma-Nàpols-Roma i vencedor de 2 etapes
  - 1r al Critèrium d'obertura
  - Vencedor de 5 etapes al Giro d'Itàlia
  - Vencedor d'una etapa a la Torí-Brussel·les
- 1931
  - Vencedor de 2 etapes al Giro d'Itàlia
- 1932
  - 1r al Circuit Castelli Romani
- 1934
  - 1r al Trofeu Colimet

### Resultats al Giro d'Itàlia
- 1929. 15è de la classificació general
- 1930. 15è de la classificació general. Vencedor de 5 etapes
- 1931. Abandona. Vencedor de 2 etapes
- 1932. 6è de la classificació general
- 1934. No surt (10a etapa)
- 1935. Abandona (4a etapa)
- 1936. No surt (2a etapa)
- 1937. 28è de la classificació general

### Resultats al Tour de França
- 1929. Abandona (3a etapa)